# Sint-Lambertuskerk (Heist-op-den-Berg)
De Sint-Lambertuskerk is een katholieke parochiekerk gelegen op de top van de berg in de Belgische gemeente Heist-op-den-Berg. De kerk is in de eerste helft van de 14e eeuw gebouwd en is aangeduid als beschermd monument (bescherming geldig sinds 25 maart 1938).

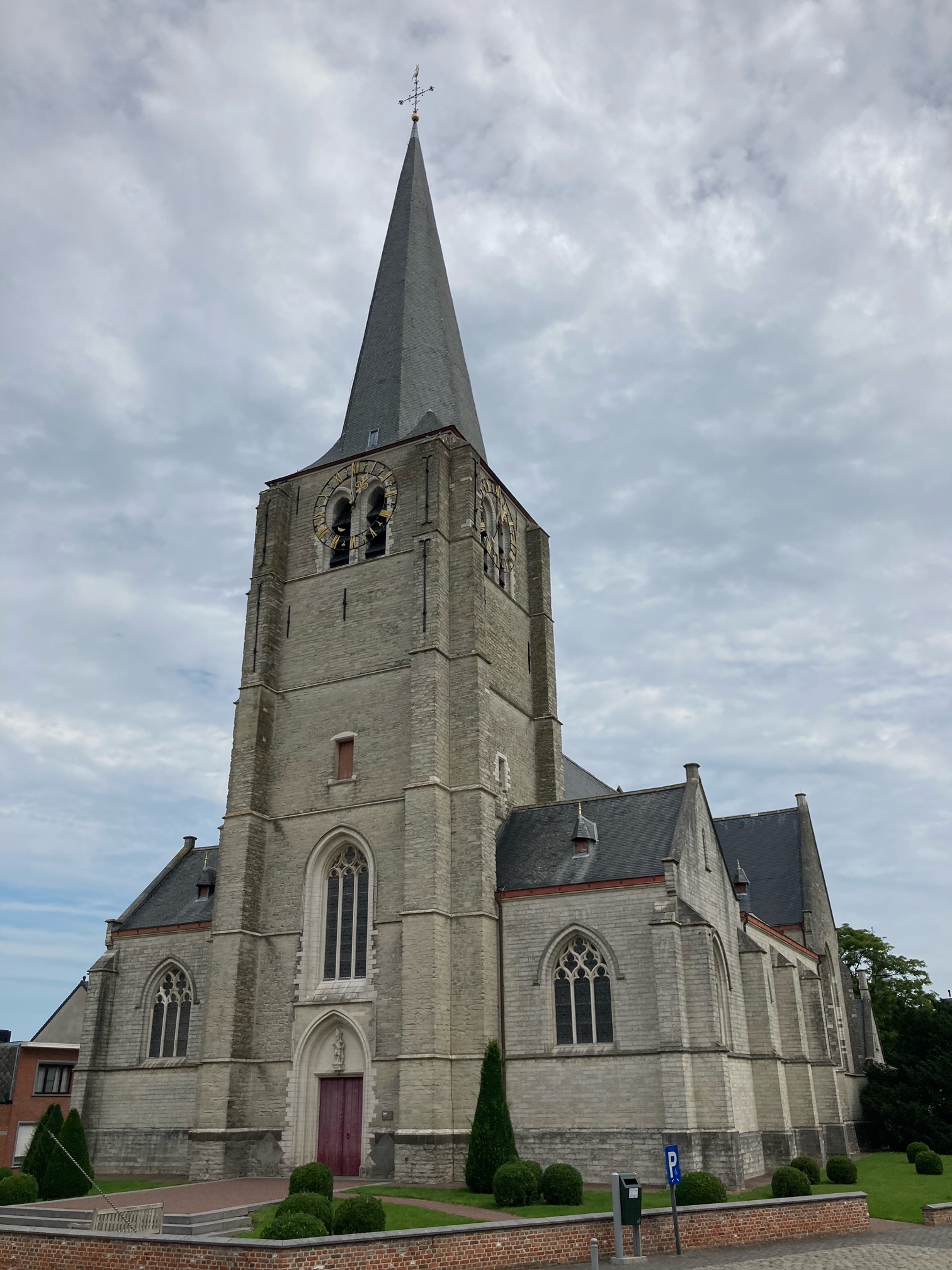

De kerk is ook aangeduid als beschermd stads- of dorpsgezicht, intrinsiek Kerkplein met omgeving (sinds 3 februari 1983) en vastgesteld als bouwkundig erfgoed (sinds 29 maart 2019).

## Gebouw
Het gebouw is een gotische, driebeukige kruiskerk, gebouwd uit zandstenen en afgewerkt met een leien bedaking. De westtoren is ingebouwd tussen de doopkapel en de bergruimte, aansluitend vindt men nog een driebeukig schip van drie traveeën. Het transept is niet uitspringend en heeft een vlakke sluiting, en een koor van drie rechte traveeën.

## Historiek
Begin 14de eeuw begint men met het bouwen van de Sint-Lambertuskerk in Heist-op-den-Berg. Vermoedelijk omdat Sint-Lambertus op de berg heidenen bekeerde, besloot men om hier de kerk te bouwen; zo verschoof de dorpskern geleidelijk naar de "berg".
De kenmerken van het pand doen vermoeden dat de kerk in 1340 gebouwd is.
In 1585 werd hij door de Staatsen afgebrand.
Tussen 1840 en 1842 zijn er vergrotingswerken bezig, tijdens het pastoorschap van E.H. Visschers. Twee zijbeuken werden bijgebouwd in rode steen - de rest van de kerk was in witte steen gebouwd.
In 1882 werden de voorgevels van de twee zijbeuken versterkt, deze keer met witte stenen, om het felle wit-rood kleurverschil tussen de toren en de zijgevels op te heffen.
Het kerkhof werd in 1862 te klein gevonden. Het gemeentebestuur en de kerkfabriek besloten om de meeste kleine wegen op het kerkhof te doen verdwijnen en ook een hal, die gebruikt werd om gereedschap op te bergen, werd afgebroken. In 1898 werd het kerkhof nogmaals te klein bevonden, deze keer werd er besloten dat het oprichten van een nieuw kerkhof noodzakelijk was. Het nieuwe kerkhof werd op de “Vleugd” aangelegd, op een terrein van ca. 400m van de kerk.
In de tweede helft van 1898 begonnen omvangrijke verbouwingswerken. Het kerkgebouw was verwaarloosd: een deel van het dak, de balken boven de middenbeuk, de buitenmuur van het koor en de kapellen van kruisbeuken waren allemaal in zeer slechte staat. Begin 1900 was de verbouwing voltooid.
In de zomer van 1913 heeft A. Girando, een Italiaans decoratieschilder uit Turijn, het kerkinterieur met muurschilderingen versierd.
In de jaren 1960 werd het dak vernieuwd en centrale verwarming in het gebouw aangelegd.

## Interieur
De kerk heeft een bepleisterd en beschilderd interieur met spitsboogarcade op natuurstenen. Het koor is bepleisterd met kruisribgewelf, kraagstenen in de vorm van menselijke figuren. De wanden zijn beschilderd met onder meer engelen, Christusmonogrammen en liturgische symbolen (ontworpen door A. Girando).
Het meubilair bestaat onder meer uit neogotische retabelaltaren, neogotisch koorgestoelte, een laat-barokke communiebank gemaakt van eik, en een doopvont van 1695.

## Afbeeldingen

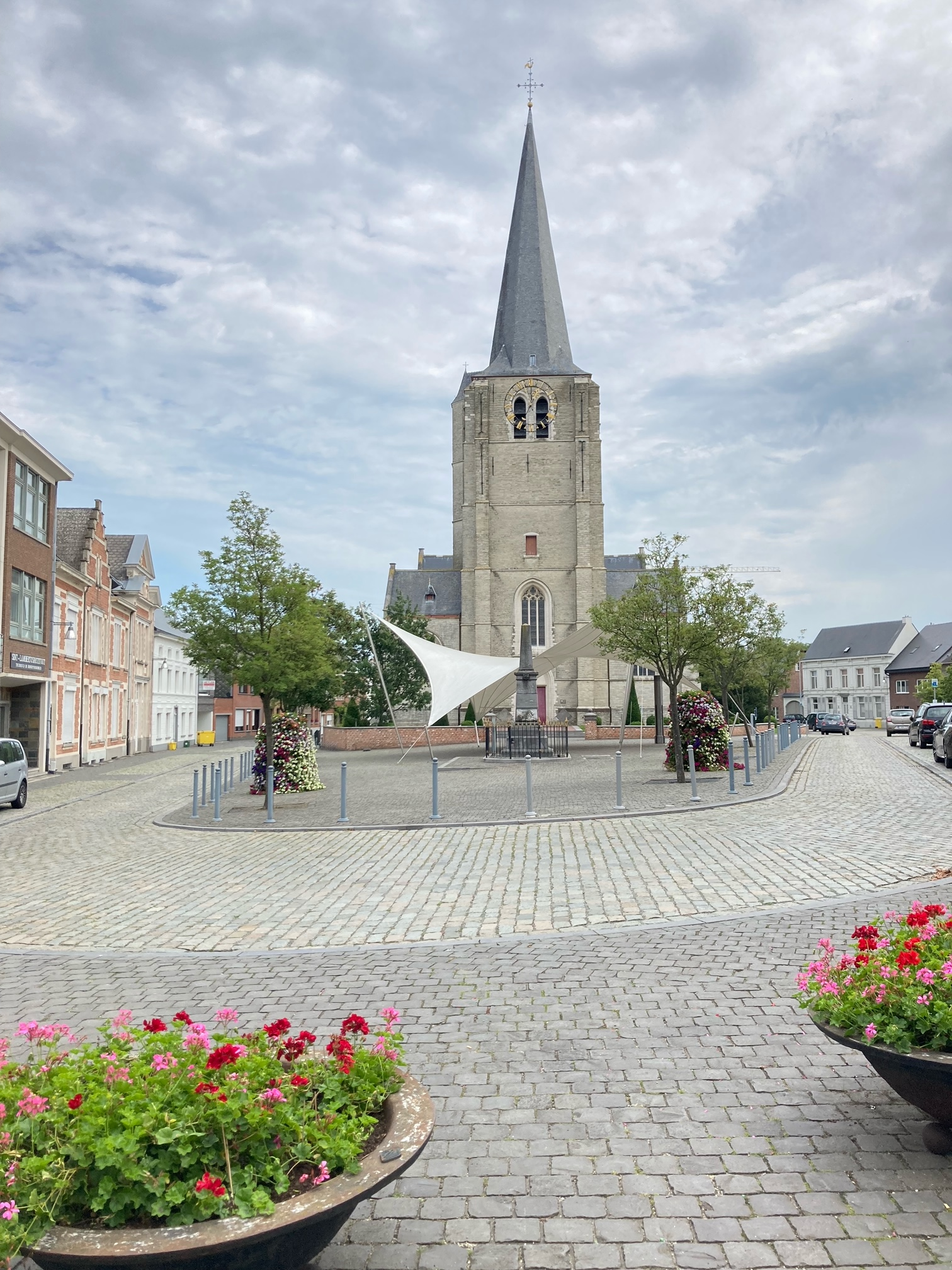

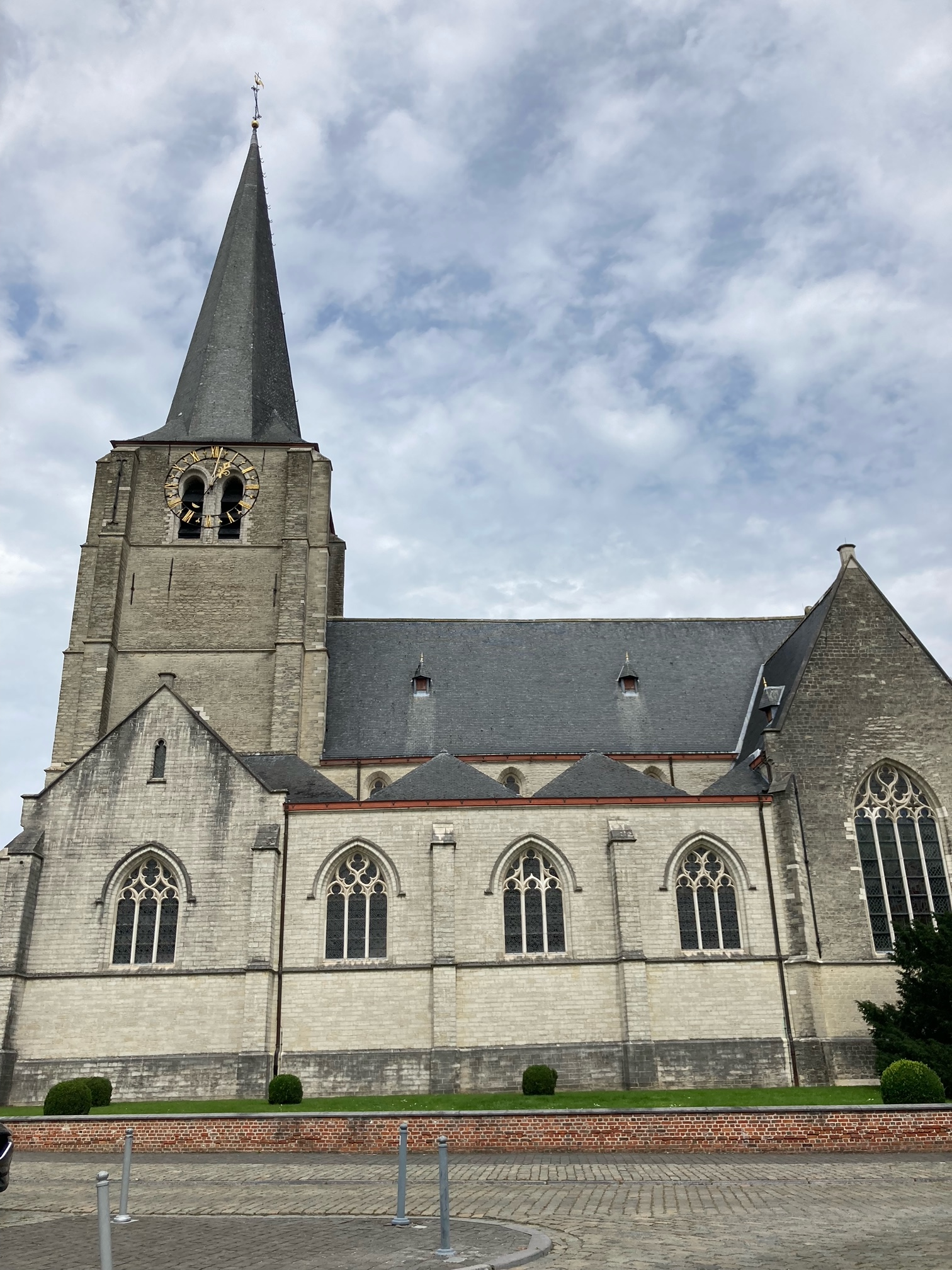